# Peter Piot
Peter Karel Piot (Lovaina, 17 de febrero de 1949) es un médico e investigador belga especializado en microbiología, un líder de la lucha contra el VIH,  fue el primero en analizar las muestras enviadas por el virólogo  Jean-Jacques Muyembe-Tamfum del Zaire, quien sospechaba que se trataba de una enfermedad sin descubrir hasta el momento, Ebolavirus en 1976. Fue presidente de la Sociedad Internacional de SIDA de 1992 a 1994.

## Biografía
Se recibió de médico en la Universidad de Gante en 1974 y más tarde se doctoró en la Universidad de Amberes en 1980. Es miembro de la Academia Nacional de Ciencias de Estados Unidos y el Real Colegio de Médicos.
En 1995 fue nombrado Barón de Bélgica por el rey Alberto II y en 2013 la Agencia Japonesa de Cooperación Internacional le otorgó el Premio Hideyo Noguchi de África.

## Carrera
Trabajando para la Escuela de Higiene y Medicina Tropical de Londres en 1976, descubrió el Ebolavirus causante de la enfermedad del ébola, mientras analizaba la muestra de sangre de una monja enferma que trabajaba en el Zaire. En dicho país el virus engendró una epidemia y Piot viajó con su equipo a Yambuku para ayudar a la población. Tras descubrir como se propagaba el virus y poner en cuarentena a los enfermos, lograron parar el brote en dos meses. En total fallecieron más de 300 personas.
En los años 1980 Piot fue el primero en desarrollar un programa internacional de prevención, detección y tratamiento del VIH en Burundi, Costa de Marfil, Kenia, Tanzania y Zaire que permitió sentar las bases sobre el estudio del VIH/sida en África.
El 12 de diciembre de 1994 fue nombrado Director Ejecutivo del Programa Conjunto de las Naciones Unidas sobre el VIH/sida (ONUSIDA), cargo que ocupó hasta finales de 2008 cuando renunció y fue reemplazado por Michel Sidibé. Además fue el principal investigador de la Fundación Bill y Melinda Gates.